# Malzi
Malzi là một xã trong quận Kukës thuộc hạt Kukës, Albania. Dân số năm 2005 là 5019 người.